# دوري الدرجة الأولى الأرجنتيني 1904
دوري الدرجة الأولى الأرجنتيني 1904 (بالإسبانية: Campeonato de Primera División 1904)‏ هو الموسم 13 من دوري الدرجة الأولى الأرجنتيني. أشرف على تنظيمه اتحاد الأرجنتين لكرة القدم، وكان عدد الأندية المشاركة فيه 6، وفاز فيه Belgrano Athletic Club ‏.